# Mike Mitchell (director)
Mike Mitchell (Oklahoma City, 18 de octubre de 1970) es un director de cine estadounidense, hijo de Robert Mitchell y Julia Baker. Ha dirigido películas como Sobreviviendo a la Navidad, Sky High y Shrek Forever After.

## Biografía

### Primeros años
Mitchell nació en Oklahoma City, hijo de Julia Baker y Robert Mitchell, abogado y expresidente de la Junta de Indultos y Libertad Condicional de Oklahoma. Se graduó de Putnam City North High School, y posteriormente se trasladó a Los Ángeles para asistir al Instituto de las Artes de California.

### Carrera
En 1999, hizo su debut como director en la comedia Deuce Bigalow: Male Gigolo, protagonizada por Rob Schneider. Más tarde dirigió películas como Sobreviviendo a la Navidad y Sky High. En 2006 se unió a DreamWorks Animation y escribió el guion de Shrek tercero y también fue el consultor creativo de Kung Fu Panda. En 2010 dirigió Shrek Forever After. También trabajó como actor de voz en Monsters vs. Aliens como voces adicionales. En 2015 dirigió las secuencias de acción en vivo de Bob Esponja.
En 2016 se estrenó su nueva película Trolls.

## Filmografía

### Cine
| Año  | Película                             | Papel                                  | Rol                                             | Notas                     |
| ---- | ------------------------------------ | -------------------------------------- | ----------------------------------------------- | ------------------------- |
| 1998 | Antz                                 | Animador, Historia artística adicional |                                                 |                           |
| 1999 | Deuce Bigalow: Male Gigolo           | Director                               |                                                 |                           |
| 2004 | Shrek 2                              | Animador, Historia artística adicional |                                                 |                           |
| 2004 | Sobreviviendo a la Navidad           | Director                               |                                                 |                           |
| 2005 | Sky High                             | Director                               |                                                 |                           |
| 2007 | Shrek tercero                        | Animador, Historia artística adicional |                                                 |                           |
| 2009 | Monsters vs. Aliens                  | Historia artística                     | Advisor Wedgie                                  |                           |
| 2010 | Shrek Forever After                  | Director, actor de voz                 | Guía Ogro Baba Bruja Guardia Bruja Butter Pants |                           |
| 2010 | Megamind                             | Actor de voz                           | Padre                                           |                           |
| 2011 | El Gato con Botas                    | Actor de voz                           | Andy Beanstalk                                  |                           |
| 2011 | Alvin y las ardillas 3               | Director                               |                                                 |                           |
| 2015 | Bob Esponja: Un héroe fuera del agua | Director                               |                                                 | Secuencias en imagen real |
| 2016 | Trolls                               | Director                               |                                                 | Dirigida con Walt Dohrn   |
| 2019 | The Lego Movie 2                     | Director                               |                                                 |                           |
| 2024 | Kung Fu Panda 4                      | Director                               |                                                 |                           |

### Televisión
| Programa              | Año       | Notas                                     |
| --------------------- | --------- | ----------------------------------------- |
| Itsy Bitsy Spider     | 1993      |                                           |
| Greg the Bunny        | 2002      |                                           |
| SpongeBob SquarePants | 2005–2007 | Director de las secuencias en imagen real |
| The Loop              | 2007      |                                           |